# Éliane Lavail
Éliane Causse née Jacquet dite Éliane Lavail est une cheffe de chœur et d'orchestre française, née le 10 novembre 1943 à Bourges.

## Biographie
Éliane Lavail et son frère Alain sont inscrits à l’école nationale de musique de Bourges dès leur plus jeune âge. Alors qu'elle est adolescente, le directeur de l'école, Charles Brown, repère ses qualités de leader : il lui laisse fréquemment la baguette de la classe d'orchestre.
Éliane Lavail arrive dans le Sud Ouest en 1962. Elle crée sa 1ère chorale en décembre 1962 à Marmande : Cercle culturel du Marmandais.
En 1965, Éliane Lavail devient professeur de violon, solfège et chant choral à l'école de musique et dans les écoles d’Agen. En 1967, elle crée l’Ensemble vocal d’Agen et participe aux premières Choralies de Vaison-la-Romaine en 1968 avec un atelier de direction d’orchestre.
Éliane Lavail s’installe à Bordeaux en 1970 où elle sera conseillère technique et pédagogique en direction chorale auprès de la Direction Régionale de la Jeunesse et des Sports jusqu’en 1981.

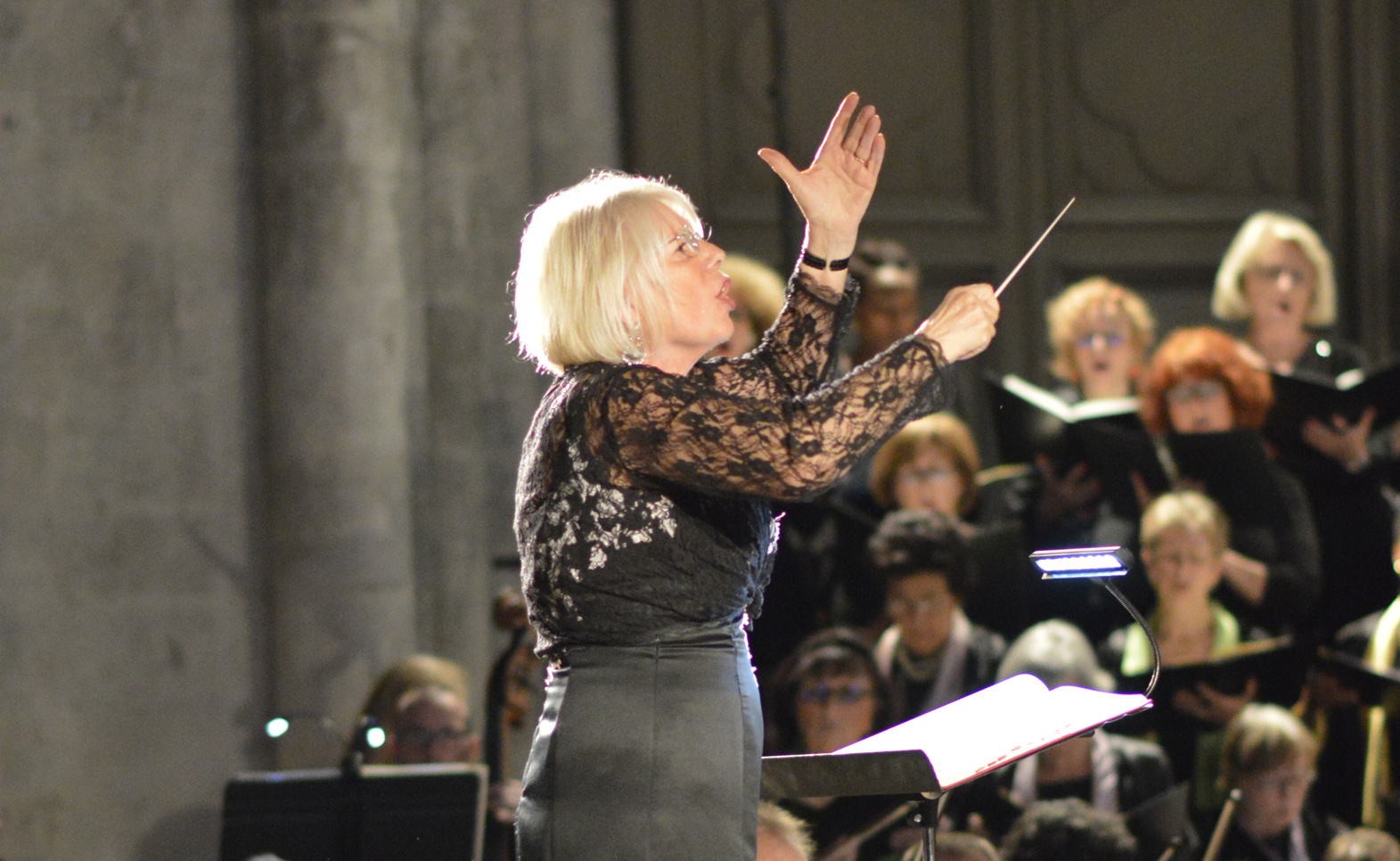
Éliane Lavail dirige le concert Requiem de Mozart en 2018.

En 1976, à la demande de Jacques Pernoo, Éliane Lavail devient professeur de chant choral et de direction chorale au Conservatoire National de Région de Bordeaux.
En 1977, elle est lauréate du concours de chefs de chœurs organisé par le ministère de la Culture.
Depuis 2000, Éliane Lavail s'est donné comme objectif de développer le chant choral en harmonie avec les autres ensembles de la Région. Retraitée du Conservatoire en 2008, elle s'y consacre pleinement, tout en développant sa passion pour la création artistique de bijoux.
En 2012, Éliane Lavail fête ses 50 ans de carrière, réunissant autour d'elle 1000 choristes et musiciens dans un Requiem de Berlioz, applaudie par les 3000 auditeurs venus l'écouter à la patinoire de Bordeaux,,,.
En 2015, elle participe à la création d’un festival consacré au chant choral en Nouvelle-Aquitaine, Eufonia. 
Elle dirige successivement, l’Ensemble vocal d’Aquitaine et la Fédération régionale des chorales À Cœur Joie en 1971, le Madrigal de Bordeaux et l’Ensemble orchestral d’Aquitaine en 1991 et enfin, le Chœur symphonique en 1995.

## Palmarès
- 1982 : Concours de Gorizia avec l'Ensemble vocal d’Aquitaine. Gagnant du 4e Prix International Programme folklorique et du 5ème Prix international Polyphonie.
- 1984 et 1989 : Concours de Tours avec le Madrigal de Bordeaux. Gagnant du 1er Prix international Ensemble Vocaux, du 2e Prix International Chants Populaires, du Prix Spécial Radio-France et enfin du Prix du Public.
- 1985 : Concours d’Arezzo avec le Madrigal de Bordeaux. Gagnant du 1er Prix International Musique Romantique et du 3ème Prix International Polyphonie Profane.
- 1989 : Concours Poulenc de Lille avec le Madrigal de Bordeaux Gagnant du 1er Prix.
- 1996 : Symposium mondial de chant choral de Sydney avec le Madrigal de Bordeaux. Premier groupe à représenter la France dans cette manifestation mondiale.

## Décorations
- 1988 : chevalier de l’Ordre des Palmes académiques[9] remise par le Recteur Poussou.
- 1999 : chevalier de l’Ordre National du Mérite[9] remise par Odette Trupin (députée honoraire).
- 2013 : chevalier de l’Ordre des Arts et des Lettres remise par Alain Juppé[1],[9].
- 2020 : Grande Médaille des Arts de la Ville de Bordeaux.